# Ruta Estatal de Alabama 9
La Ruta Estatal de Alabama 9, y abreviada SR 9 (en inglés: Alabama State Route 9) es una carretera estatal estadounidense ubicada en el estado de Alabama,cruza los condados de Covington, Crenshaw, Montgomery, Elmore, Coosa, Clay, Cleburne, Calhoun y Cherokee. La carretera inicia en el Sur desde la US 231     en Montgomery y termina en la SR 20     cerca de Rome, Georgia. Tiene una longitud de 439,46 km (273.69 mi).

## Mantenimiento
Al igual que las autopistas interestatales, y las rutas federales y el resto de carreteras estatales, la Ruta Estatal de Alabama 9 es administrada y mantenida por el Departamento de Transporte de Alabama por sus siglas en inglés ALDOT.

## Cruces
La Ruta Estatal de Alabama 9 es atravesada principalmente por la  AL 21     en Montgomery y la  US 78     cerca de Heflin, Alabama.